# Mariano Frúmboli

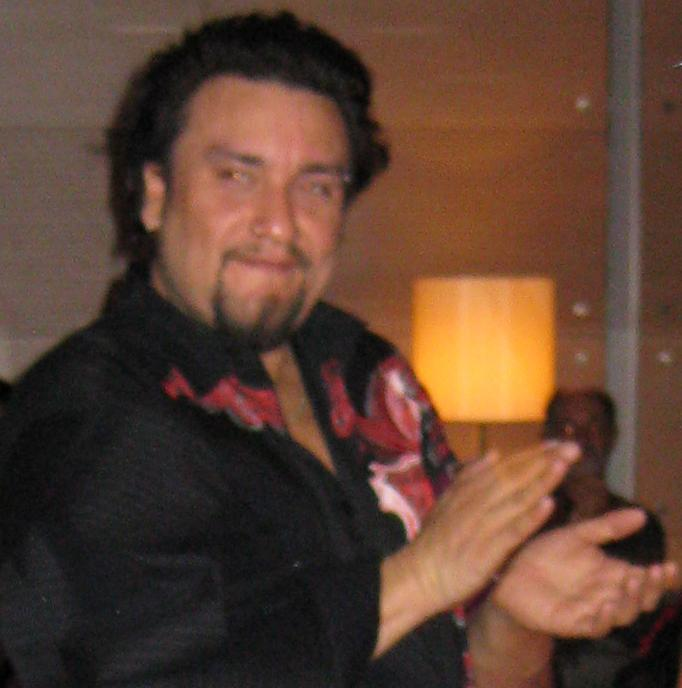
Mariano Frúmboli

Mariano „Chicho“ Frúmboli (geboren am 21. September 1970, Buenos Aires, Argentinien) ist ein argentinischer Tango-Tänzer. Als einer der Gründer des Tango Nuevo gilt er heute als ein virtuoser Meister des Tanzes und ist für seine Improvisationen bekannt. 

## Biographie
Mariano Frúmboli, der von seinen Fans auch „Chicho“ genannt wird, spielte im Alter von 13 Jahren Schlagzeug. 1984 begann er sein Studium der Musikwissenschaften und setzte sein Studium von 1992 bis 1998 am Theater in Buenos Aires fortzusetzen.
Ab 1999 trat er gemeinsam mit Lucía Mazer auf, in der Zeit von 2003 bis 2006 war Eugenia Parrilla seine Partnerin. Aktuell tanzt er gemeinsam mit Juana Sepúlveda als Partnerin. Frúmboli kombiniert die traditionell eher konservative Tanzszene mit modernen Einflüssen. 
Zu seinen Liveauftritten mit zahlreichen Tangoorchestern gehören auch Neotango-Gruppen wie Gotan Project, Tanghetto und Narcotango.
In dem Film Tango Libre (2012) spielt er eine Schlüsselrolle.